# Вахш (річка)
Вахш (тадж. Вахш; перс. وخش), також знана як Сурхоб (тадж. Сурхоб, перс. سرخاب), на півночі центрального Таджикистану, й the Кизилсуу (кирг. Кызылсуу), у Киргизстані, — річка у Середній Азії, зокрема у Киргизстані і Таджикистані, права притока Амудар'ї (басейн Аральського моря; зливаючись із Пянджем утворює одну з найбільших річок регіону Амудар'ю.

## Загальні характеристики
Довжина річки — 524 км, з яких 2/3 у Таджикистані (пониззя) і 1/3 — у Киргизстані (верхів'я). Площа басейну — 39 100 км².
Живлення — здебільшого льодовиково-снігове, лише частково дощове. Паводки спостерігаються в період інтенсивного танення льодовиків: від травня до вересня.
Пересічний показник витрат води — 660 м³/с. причому найбільший (у липні) — 3 120 м³/сек, найменший (у лютому) — 130 м³/сек.

## Географія протікання
Вахш утворюється від злиття річок Кизилсу і Муксу, у верхів'ї має назву Сурхоб. У верхній та середній течії Вахш має гірський характер, у пониззі — рівнинний.
Більша частина басейну Вахшу розташована в межах Паміро-Алайської гірської системи.
У верхів'ї Сурхоб тече на захід; прийнявщи зліва річку Обіхінгоу отримує назву Вахш, і після цього повертає на південний захід.
Вахш тече переважно вузькою долиною, яка місцями являє собою глибоку ущелину. У верхів'ї, на висотах 2800—3500 м над рівнем моря, у долині Вахшу чимало озер. На відстані 170 км від гирла входить у Вахшську долину, де розбивається на рукави.

## Господарське значення
На річці споруджено Вахшський каскад ГЕС, що має у своєму складі: Нурецька ГЕС, Байпазинська ГЕС, Сангтудинська ГЕС-1, Сангтудинська ГЕС-2, Сарбандська ГЕС, Центральна ГЕС, Перепадна ГЕС. Статус довгобуду має Рогунська ГЕС.
Від річки відгалужуються канали: Вахшський та Шуроабадський
У пониззі річка є частково судноплавною.
На берегах Вахшу (за течією вниз) стоять міста і поселення: Сари-Таш, Дароот-Корган, Дарбанд, Нурек, Курган-Тюбе.
У долині Вахшу створений і функціонує заповідник «Тигрова балка».